# ジンクフィンガーヌクレアーゼ
ジンクフィンガーヌクレアーゼ (Zinc Finger Nucleases, ZFN, ZFNs) は、ジンクフィンガードメインとDNA切断ドメインから成る人工制限酵素である。ジンクフィンガー・ヌクレアーゼ、亜鉛フィンガーヌクレアーゼとも表記される。ジンクフィンガードメインは任意のDNA塩基配列を認識するように改変可能で、これによってジンクフィンガーヌクレアーゼが複雑なゲノム中の単一の配列を標的とすることが可能となる。内因性のDNA修復機構を利用することで、ZFNsはさまざまなモデル生物においてゲノム編集 (genome editing) を可能にする。

## DNA切断ドメイン
II型制限酵素FokI由来の配列非依存的DNA切断ドメインがZFNsの切断ドメインとして利用されている。この切断ドメインはDNAを切断するために二量体化する必要があり、非回文 (non-palindromic) 配列をターゲットとするには2種類で1セットのZFNが必要になる。標準的なZFNsではジンクフィンガードメインのC末端とDNA切断ドメインのN末端が融合している。2つの切断ドメインが二量体化し且つDNAを切断するためには、個々のZFNがDNAの異なる鎖を認識し、各C末端が一定の間隔になるようにDNAに結合しなければならない。最もよく利用されているジンクフィンガードメインと切断ドメインを繋ぐリンカー配列では、各結合配列の5'端が5から7塩基対離れている必要がある。

## DNA結合ドメイン
ZFNのDNA結合ドメインは通常3から6個のジンクフィンガーを含んでおり、9から18塩基対の認識が可能である。ジンクフィンガードメインが予定ターゲット配列を完全に認識するのであれば、3フィンガーZFNsセットであったとしてもトータル18塩基対認識となり、理論上哺乳類ゲノム中で単一の配列を認識可能である。
目的の配列を認識可能なCys2His2ジンクフィンガーを改変するために様々な手法が開発されてきた。これらには、"モジュールアセンブリ"や、ファージディスプレイや細胞を利用したセレクションシステムが含まれる。
新規ジンクフィンガードメインの作成に最も容易な手法は、既知の特異性を持つ個々のジンクフィンガー"モジュール"をつなぎ合わせるものである。最も一般的なモジュールアセンブリプロセスは、3塩基対のDNA配列を認識する個々のジンクフィンガーを3つ繋ぎあわせ、9塩基対ターゲット配列を認識可能な3フィンガーアレイを作成する。この他に、1フィンガーまたは2フィンガーモジュールを利用して6またはそれ以上のジンクフィンガーから成るジンクフィンガーアレイを作成することも可能である。この手法の主な欠点は、個々のジンクフィンガーの特異性が周囲のジンクフィンガードメインやDNAと重複している可能性があり、周囲の環境によって影響を受け得ることである。この"環境依存性" (context dependence) を説明できる手法はないが、スタンダードなモジュールアセンブリ法はターゲット配列が(GNN)Nではない場合はしばしば失敗する。
目的の配列を認識するジンクフィンガーアレイを作成するために複数のセレクション法が利用されてきた。初期のセレクション法では、部分的にランダマイズしたジンクフィンガーアレイのプールから特定のDNAターゲットに結合するタンパク質を選抜するファージディスプレイを利用していた。最近では、酵母ワンハイブリッド法、細菌ワンハイブリッド法、細菌ツーハイブリッド法、または哺乳類細胞などが利用されている。新規のジンクフィンガーアレイを選抜する有望な新しい手法では細菌ツーハイブリッド法を利用しており、創案者たちから"OPEN"と呼ばれている。このシステムでは、事前に選抜された特定の3塩基対に結合するジンクフィンガープールをつなげ、2度目のセレクションを行ない、目的の9塩基対に結合可能な3フィンガーアレイを選抜する。このシステムは、商用のカスタムジンクフィンガーアレイに変わるものとしてジンクフィンガーコンソーシアムによって開発された。
（ジンクフィンガー選抜法に関するさらなる情報についてはジンクフィンガーキメラを参照）

## 応用
ジンクフィンガーヌクレアーゼは、ショウジョウバエ、線虫、ウニ、タバコ、トウモロコシ、ゼブラフィッシュ、さまざまな哺乳類細胞、ラットを含むさまざまなモデル生物で利用されている。現在、HIV/AIDSの治療法としてヒトCD4+T細胞のCCR5遺伝子を破壊するジンクフィンガーヌクレーゼが臨床試験の検査中である。

### 1対立遺伝子の無力化
ZFNsは、優性ヘテロ型突然変異を持つ個体の突然変異対立遺伝子への二本鎖切断 (double strand break, DSB) の導入に利用可能（遺伝的組換えを参照）で、相同な鋳型を持たない変異対立遺伝子は非相同末端結合 (non-homologous end-joining, NHEJ) で修復される。NHEJは2つのDNA末端を繋ぎあわせることによってDSBを修復し、DNAの切断が複雑でなければ、通常突然変異は導入されない。しかし場合によっては修復が不完全で、塩基対の欠失や挿入が起こり、フレームシフトによって有害なタンパク質の産出が阻害される。長大なゲノム領域全体を完全に除くために複数ペアのZFNsを利用することも可能である。
最近では、ある研究グループがZFN技術を利用してゼブラフィッシュ胚のgol色素遺伝子とntl遺伝子の改変に成功した。特異的なジンクフィンガーモチーフが異なるDNA塩基配列を認識するように設計された。ZFNをコードしたmRNAは1細胞胚に導入したところ、目的の突然変異が導入され、目的の表現型を示す個体が高効率で得られた。彼らの研究によって、ZFNsが生殖系列において目的遺伝子座へ遺伝可能な突然変異を特異的かつ効率的に導入可能で、その変異遺伝子が次世代へと伝播可能なことが示された。
ZFNsを利用してゼブラフィッシュ胚で特異的な突然変異を導入した同様の研究が他グループによって行われた。ゼブラフィッシュkdr遺伝子は血管内皮増殖因子2受容体のをコードしている。アメリカの研究グループがZFN技術を利用してこの遺伝子のターゲット配列へ変異原性の損傷を導入した。ZFN技術は標的の突然変異体の作成を容易にし、種特異的な胚性幹細胞の有無に依存せず、胚が容易に得られる他の脊椎動物にも応用可能であると彼らは指摘している。また彼らは、ゼブラフィッシュでターゲットノックインが実効可能になることから、これまで得られなかったヒトの病気モデルを作成可能になると示唆している。

### 対立遺伝子の編集
ZFNsは相同組換え (homologous recombination, HR) を引き起こすことで対立遺伝子の配列の書き換えにも利用出来る。HR装置は損傷した染色体と染色体外の断片との間の相同性を探し出し、元の情報を含んでいるかに関わらず、染色体の2つの損傷末端間の配列をコピーする。もし対象となる個体（細胞）が目的対立遺伝子のホモ接合体であったとすると、損傷を受けていない対立遺伝子が鋳型として利用されるため、ノックイン効率が減少すると考えられる。

### 遺伝子治療
遺伝子治療の成功は、細胞へのダメージ、発がん性の突然変異や免疫応答がない、ヒトゲノム中の適切な染色体位置への治療遺伝子の効率的挿入にかかっている。プラスミドベクターの構築はシンプルで容易である。エンドヌクレアーゼFokIの非特異的切断ドメインとジンクフィンガータンパク質から成るカスタムZFNsはゲノムに配列特異的DSBを導入可能で、局所的な相同組換えを劇的に促進する。これによってヒト細胞での標的遺伝子の修正やゲノムの編集が実行可能となる。ZFNをコードしたプラスミドはヒト細胞内でZFNsを一過的に発現させて特定遺伝子座へDSBを導入可能なため、事前に設定した染色体領域に治療遺伝子を導入するという優れた手法が可能となる。ZFNプラスミド導入アプローチはウイルスを利用した治療遺伝子導入に関する全ての問題を回避できる可能性を秘めいている。ZFNsの最初の治療応用は幹細胞を持つ患者での生体外治療となる見込みである。幹細胞ゲノムを編集後、その細胞を培地中で増殖させ、患者に再び戻すことで機能が修復された分化細胞を作ることができる。最初のターゲットとしてはIL2Rγやβグロビンのような一遺伝子性の病原遺伝子の遺伝子修復や、CCR5遺伝子への変異導入および無力化などが含まれる見込みである。

## 潜在的問題

### オフターゲット切断
もしジンクフィンガードメインがターゲット配列への特異性が十分ではなかったり、ターゲット配列が目的のゲノム内では単一ではなかったとすると、オフターゲット (off-target) 切断が生じる可能性がある。このようなオフターゲット切断は修復機構の許容以上の二本鎖切断の発生につながり、結果として染色体再配置や細胞死にいたり得る。オフターゲット切断はドナーDNAのランダム挿入も促進し得る。より特異性の高いジンクフィンガードメインの設計法と修飾FokI切断ドメイン両方の進歩によってオフターゲット切断の減少化において目覚しい発展を遂げている。しかし、未だZFNのオフターゲット活性が大きな律速となっている。したがって、特に治療応用には、ZFNによる遺伝子改変の特異性のさらなる改良が求められる。

### 免疫原性
ヒトの体内に導入した多くの外来タンパク質と同様に、治療物質やそれを発現する細胞には免疫応答の危険性が伴う。タンパク質を一過的にのみ発現させる必要があるが、その分効果が得られる時間も短くなってしまう。

## 展望
植物や動物、昆虫ゲノムを正確に操作する能力によって基礎研究や農業、医療でさまざまな応用が考えられる。これまではZFNsを利用した内在遺伝子操作は、目的配列への十分な特異性を持つジンクフィンガードメインの作製の難しさから困難な課題であるとされてきた。ジンクフィンガードメインの設計法の改善や業者によるZFNsの提供によって、この技術が多くの研究者の手に広まりつつある。